# Карагински залив
Карагѝнският залив (на руски: Карагинский залив) е залив на Берингово море, на източното крайбрежие на полуостров Камчатка, в Камчатски край на Русия. Вдава се навътре в сушата на 117 km между Илпинския полуостров на север и Езерния полуостров на юг. Ширина на входа около 240 km. Дълбочина 30 – 60 m. В централната му част е разположен големият остров Карагински, отделен от континента чрез протока Литке широк от 21 до 72 km. Бреговете му са скалисти и стръмни. В него се вливат много реки: Анапка, Тимлат, Карага (тя дава името на залива), Дранка, Русакова, Хайлюля, Ука и др. Приливите са смесени с амплитуда до 2,4 m. От декември до юни е покрит с ледове.
Заливът е открит, описан и първично картиран през лятото на 1728 г. по време на Първата Камчатска експедиция под командването на Витус Беринг.